# Ján Duchaj
Ján Duchaj (12. března nebo 1. srpna 1869 Blatnica – 2. dubna 1954 Blatnica) byl slovenský a československý politik, meziválečný poslanec Revolučního národního shromáždění a senátor Národního shromáždění ČSR za Republikánskou stranu zemědělského a malorolnického lidu.

## Biografie
Studoval na gymnáziích v Přerově a Banské Bystrici. Pracoval v Kežmarku, pak vedl rodinný statek v Blatnici. Před rokem 1918 se angažoval v Slovenské národní straně. Byl signatářem Martinské deklarace roku 1918.
Po roce 1918 zasedal v Revolučním národním shromáždění za slovenský klub (slovenští poslanci Revolučního národního shromáždění ještě nebyli organizováni podle stranických klubů). Na post v tomto zákonodárném sboru nastoupil v roce 1919. Byl profesí rolníkem.
Na počátku 20. let byl členem Slovenské národní a rolnické strany (SNaRS) a v březnu 1920 se uvádělo, že za ni bude kandidovat v parlamentních volbách v roce 1920 do senátu. Ve volbách pak skutečně získal senátorské křeslo v Národním shromáždění, kde zasedal do roku 1925. SNaRS se roku 1922 sloučila do Republikánské strany zemědělského a malorolnického lidu.
Byl členem četných agrárních spolků a redakční rady listu Hospodárský obzor.